# جون بويلان
جون بويلان (بالإنجليزية: John Boylan)‏ هو ملحن ومنتج أسطوانات وكاتب أغاني أمريكي، ولد في 21 مارس 1941 في نيويورك في الولايات المتحدة.

## وصلات خارجية
- جون بويلان على موقع IMDb (الإنجليزية)
- جون بويلان على موقع ميوزك برينز (الإنجليزية)
- جون بويلان على موقع أول ميوزيك (الإنجليزية)
- جون بويلان على موقع ديسكوغز (الإنجليزية)
- جون بويلان على موقع قاعدة بيانات الفيلم (الإنجليزية)